# Centro Federal de Detención, Honolulu

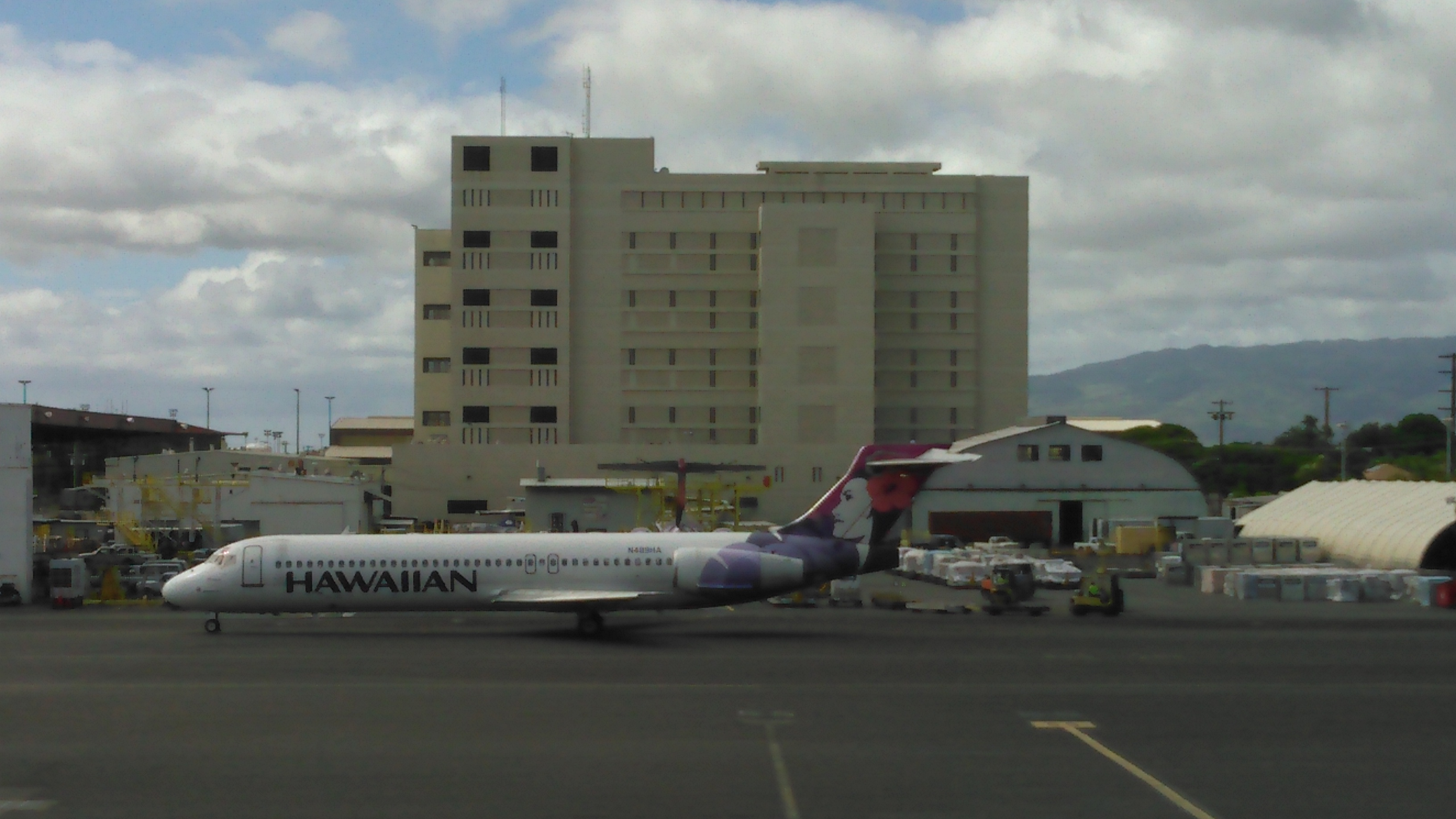
FDC Honolulu

El Centro Federal de Detención, Honolulu (Federal Detention Center, Honolulu o FDC Honolulu) es una cárcel federal en Honolulu, Hawái, al lado del Aeropuerto Internacional de Honolulu. Como parte de la Agencia Federal de Prisiones (BOP), se abrió en 2001.